# SpotemGottem
Нееми́я Ламар Харден (родился 19 октября 2001 года), более известный под своим псевдонимом SpotemGottem (стилизовано как SpotEmGottem) — американский рэпер и автор песен. Он наиболее известен своим синглом 2020 года «Beat Box», который занял 12 строчку в Billboard Hot 100.

## Происшествия
В феврале 2021 года Хардена обвинили в доносе на своего товарища-рэпера Y&R Mookey, арестованного в апреле 2020 года. SpotemGottem отрицал эти обвинения.
17 сентября 2021 года исполнитель вышел из студии, когда в него выстрелили неизвестные из автомобиля. Он был доставлен в больницу с ранениями в обе ноги в критическом состояние. Позже оно стабилизировалось.

### Проблемы с законом
В июне 2017 года Харден был арестован в округе Дюваль, вместе с Чеддриком Дэниелсом, они ехали на автомобиле по Сандлейк-драйв в World Golf Village в 7:40 утра. Хардену было предъявлено обвинение в угоне автомобиля и ношении скрытого оружия.

## Дискография

### Микстейпы
| название          | Детали                                                                                                 | Высшая позиция в чарте |
| название          | Детали                                                                                                 | US                     |
| ----------------- | --- | ---------------------- |
| Final Destination | - Выпущен: 18 декабря 2020 года - Лейбл: Внелейбла - Форматы: Цифровая загрузка, стриминг              | 70                     |
| Most Wanted       | - Выпущен: 21 мая 2021 года - Лейблы: Rebel, Geffen, Interscope - Форматы: Цифровая загрузка, стриминг | 103                    |

### Мини-альбомы
| Название    | Детали                                                                                |
| ----------- | ------------------------------------------------------------------------------------- |
| Osama Story | - Выпущен: 7 июля 2019 года - Лейбл: Внелейбла - Форматы: Цифровая загрузка, стриминг |

### Синглы
| Название                                                                                         | Год  | Высшая позиция | Высшая позиция | Высшая позиция | Высшая позиция | Альбом             |
| Название                                                                                         | Год  | US             | US R&B/HH      | CAN            | NZ Hot         | Альбом             |
| ------------------------------------------------------------------------------------------------ | ---- | -------------- | -------------- | -------------- | -------------- | ------------------ |
| «Beat Box» (сольно или при участии Pooh Shiesty, DaBaby, Mulatto, Shenseea, NLE Choppa и Polo G) | 2020 | 12             | 6              | 55             | 21             | Внеальбомный сингл |
| «Attic»                                                                                          | 2020 | —              | —              | —              | —              | Final Destination  |
| «Ridin' With Ya Bae»                                                                             | 2020 | —              | —              | —              | —              | Final Destination  |
| «Flaws»                                                                                          | 2020 | —              | —              | —              | —              | Final Destination  |